# Cain's Offering
Cain's Offering é uma banda de power metal sinfônico finlandês formado em 2009 por membros de outras bandas finlandesas de power metal. Seu primeiro álbum, Gather the Faithful (com letras escritas por Jani Liimatainen, o guitarrista), foi lançado em 2009, primeiramente no Japão, e mais tarde na Europa e nos Estados Unidos. Sobre uma possível turnê, Jani afirmou:
| “ | Por enquanto nenhuma [turnê será feita], pois como você provavelmente sabe, Timo [Kotipelto, vocalista] está muito ocupado com o Stratovarius agora que eles acabaram de lançar Polaris. Espero que no ano que vem nós possamos fazer alguns shows ao vivo, pois eu adoraria trazer esse material à vida no palco também. | ” |

Em junho de 2014, Jani anunciou em seu blogue que pretende lançar um novo álbum do Cain's Offering, com as músicas previstas para estarem escritas até o mês de setembro do mesmo ano. Segundo ele, quatro faixas já estão quase prontas, e quatro outras foram escritas com Timo, sendo que ao menos duas seriam usadas em um álbum futuro, seja do próprio Cain's Offering, seja do Stratovarius (Jani já havia colaborado com o Stratovarius em duas faixas de seu álbum de 2013, Nemesis).
Em março de 2015, a banda anunciou em sua página no Facebook o nome (Stormcrow), a lista de faixas, a capa e a data de lançamento de seu segundo álbum: 15 de maio de 2015. Anunciaram também duas mudanças na formação: Jens Johansson (Stratovarius) assume os teclados e Jonas Kuhlberg assume o baixo.

## Membros
- Timo Kotipelto (Stratovarius) – vocais (2009-atualmente)
- Jani Liimatainen (ex-Sonata Arctica) – guitarra (2009-atualmente)
- Jonas Kuhlberg - baixo (2009-atualmente)
- Jens Johansson (Stratovarius) – teclados, piano (2015-atualmente)
- Jani Hurula (Paul Di'Anno) – bateria (2009-atualmente)

### Ex-membros
- Jukka Koskinen (Norther, Wintersun) - baixo (2009-?)
- Mikko Härkin (ex-Sonata Arctica) – teclados, piano (2009-?)

## Discografia
- Gather the Faithful (2009)
- Stormcrow (2015)